# Jean Rösch
Jean Rösch (* 5. Januar 1915 in Sidi Bel Abbès; † 20. Januar 1999 in Bagnères-de-Bigorre) war ein französischer Astronom. Er war über 30 Jahre Direktor des Observatoriums auf dem Pic du Midi.

## Leben
Rösch hatte einen dänischen Vater, der Militärarzt in Algerien war. Er besuchte das Lyzeum in Algier und studierte 1933 bis 1937 an der École normale supérieure (Paris) und der Sorbonne mit dem Lizenziat für Physik und Mathematik. Außerdem erhielt er eine praktische astronomische Ausbildung bei Bernard Lyot am Pariser Observatorium in der Außenstelle Meudon (wobei er auch 1931 und 1936 auf dem Pic du Midi war). 1937 erhielt er die Agrégation in Physik und arbeitete im Vorfeld und am Beginn des Zweiten Weltkriegs als Artillerieoffizier (1937 bis 1940) und an Entwicklungen in der Luftabwehr. 1940 ging er nach der Kapitulation an das Observatorium in Bordeaux als Hilfsastronom, wobei er sich mit stereoskopischen Methoden der Entfernungsbestimmung in der Astronomie befasste (womit er sich zuvor auch in der Armee befasst hatte), was auch Gegenstand seiner Dissertation in Paris 1943 war (Dissertation: Mesures stéréoscopiques appliquées à l'astronomie et recherches connexes d'optique physiologique). Für die wahrnehmungsphysiologischen Aspekte seiner Forschung erhielt er 1943 den Prix Arsonval des Instituts für allgemeine Psychologie in Paris. Rösch wurde adjungierter Astronom (asstronome-adjoint) in Bordeaux. 1947 wurde er als Nachfolger von Jules Baillaud Direktor des Observatoriums auf dem Pic du Midi, was er bis 1981 blieb. Zusätzlich war er ab 1963 Professor für Astrophysik an der Sorbonne bzw. der Universität Paris VI (UPMC) als Nachfolger von André Danjon.
1937 heiratete er Raymond Postel. Die Ehe blieb kinderlos.

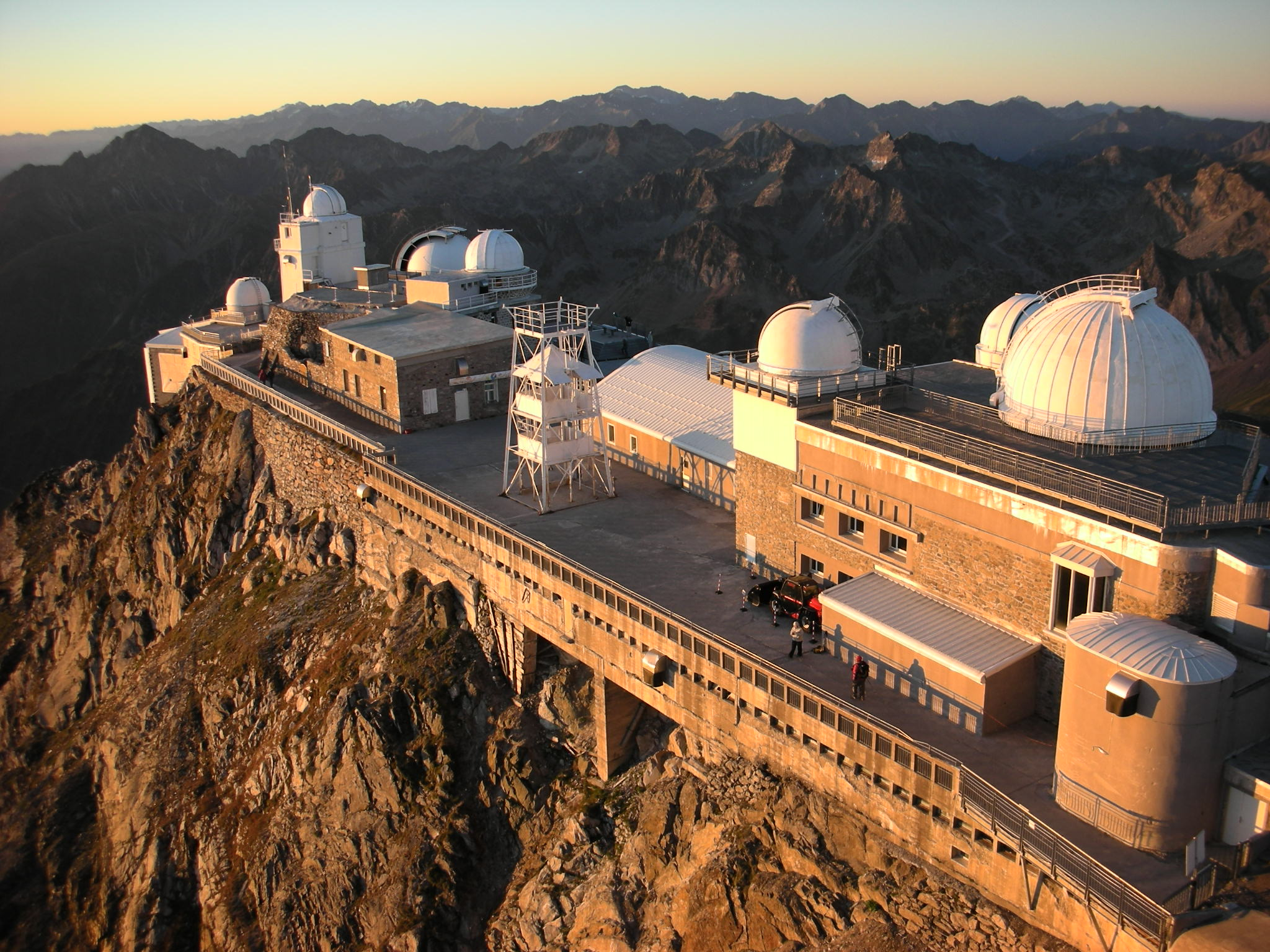
Observatorium auf dem Pic du Midi 2007

## Werk
Rösch brachte sein Observatorium mit schwerpunktmäßiger Ausrichtung auf Astrophysik der Sonne, planetare und lunare Astronomie (mit zahlreichen Fotos zur Mondkartierung durch Zdeněk Kopal in Vorbereitung der Apollo-Raummissionen zum Mond und der Entfernungsbestimmung zum Mond mit einem Laser 1964) und kosmische Strahlung zu internationaler Beachtung. Sein Vorgänger Baillaud hatte sich lange vergeblich um eine Verbesserung der Ausstattung des Observatoriums bemüht, was durch die Kriegszeit zusätzlich behindert wurde. Rösch sorgte zunächst für eine Hochspannungsleitung (1949, was auch den Betrieb der Elektromagneten für die Beobachtung kosmischer Strahlung ermöglichte) und eine Seilbahnverbindung (1951). Er selbst befasste sich vor allem mit störenden Auswirkungen der Atmosphäre auf astronomische Beobachtungen und deren Korrektur. Auf dem Pic du Midi gelangen ihm 1953 sehr gute Aufnahmen der Photosphäre der Sonne, fast genauso gut wie die in der Stratosphäre gewonnenen Fotos von Martin Schwarzschild, nur erheblich billiger. Zunächst benutzte er einen wassergekühlten Refraktor von 23 cm Durchmesser, ab 1959 eine Teleskop-Linse von 38 cm Durchmesser aus dem Observatorium von Toulouse, die 1971 durch eine 50 cm Linse ersetzt wurde. Aufgrund seines Erfolges installierten Astronomen des Pariser Observatoriums Ende der 1950er Jahre auch einen Coelostaten und spektrographische Apparate. Ein weiterer prominenter Astronom auf dem Pic du Midi war Bernard Lyot mit seinen koronografischen Aufnahmen (schon 1930 entwickelte er dort einen Sonnenkoronografen). Auf Initiative von Rösch wurden hochauflösende neue Geräte angeschafft: eine elektronographische Kamera (1962), ein 1 m Teleskop (1964), ein Koronometer (1967), ein Polarimeter (1974), ein 2 m Teleskop 1981 und ein Koronograph-Spektrograph 1984. Unter Baillaud gab es schon ein 60 cm Teleskop auf dem Pic du Midi.
Er entwarf auch die Teleskopdome im Observatorium.
Rösch beobachtete schon Speckle bei engen Doppelsternsystemen, ihm entging aber die korrekte Interpretation, so dass erst später Antoine Émile Henry Labeyrie Entwickler der Speckle-Interferometrie wurde. Ab 1971 begann er mit einem speziellen Heliometer die oblate (an den Polen abgeflachte) Form der Sonne zu vermessen (von Bedeutung für die experimentelle Bestätigung von Einsteins Allgemeiner Relativitätstheorie) mit ersten Ergebnissen 1984.
Auf seine Initiative ist auf einer Plakette am Eingang des Observatoriums auf dem Pic du Midi ein Zitat aus Der kleine Prinz von Antoine de Saint-Exupéry (Größe entsteht zunächst – und immer – aus einem Ziel, das außerhalb des eigenen Ichs gelegen ist.)

## Ehrungen und Mitgliedschaften
1966 bis 1970 war er Präsident der Société astronomique de France (SAF). 1954 erhielt er den Prix des trois physiciens. Rösch war in vielen nationalen und internationalen astronomischen Kommissionen, so war er der Kommission 9 (astronomische Instrumente) der IAU und er war 1964 bis 1967 Leiter der Kommission der IAU für die Selektion astronomischer Beobachtungsstandorte. 1964 leitete er die Kommission für den Standort der Europäischen Südsternwarte. Er war Ritter der Ehrenlegion und Offizier des Ordre des Palmes Académiques. 1942 erhielt er den Benjamin Valz Preis, 1971 den Jules-Janssen-Preis, 1944 die Janssen-Medaille der französischen Akademie der Wissenschaften für Forschungen in astronomischer Stereoskopie und 1966 den Manley-Bendall-Medaille der Akademie der Wissenschaften und Künste in Bordeaux.